# فرودگاه مارش هاربر
فرودگاه مارش هاربر (به انگلیسی: Marsh Harbour Airport) یک فرودگاه همگانی با کد یاتا MHH است که یک باند فرود آسفالت دارد و طول باند آن ۱۵۲۳ متر است. این فرودگاه در کشور باهاما قرار دارد.

## شرکت‌های هواپیمایی و مقصدهای پروازی

### مسافری
| شرکت‌های هواپیمایی    | مقصدهای پروازی                                         |
| -------------------- | ------------------------------------------------------ |
| امریکن ایگل          | میامی                                                  |
| Bahamasair           | لیندن پیندلینگ، پام بیچ                                |
| دلتا کانکشن          | فصلی: هارتسفیلد-جکسون آتلانتا                          |
| Flamingo Air         | گرند باهاما                                            |
| سیلور ایرویز         | فورت لادردیل–هالیوود، جکسنویل، اورلاندو، تمپا، پام بیچ |
| SkyBahamas           | فورت لادردیل–هالیوود، لیندن پیندلینگ                   |
| WesternAir           | لیندن پیندلینگ                                         |
| Tropic Ocean Airways | فورت لادردیل–هالیوود                                   |